# St. Cyril and Methodius Church (Bridgeport, Connecticut)
Die St. Cyril and Methodius Church ist eine römisch-katholische Kirche des Bistums Bridgeport in Bridgeport (Connecticut), die auf Initiative slowakischer Einwanderer gegründet wurde. Der ab 1907 errichtete Sakralbau wurde von Joseph A. Jackson im neuromanischen Stil geplant.

## Geschichte
Die stetige Ansiedlung slowakischer Immigranten in Bridgeport erforderte um 1900 die Gründung einer neuen Pfarrkirche. 1907 baten Gläubige den zuständigen Diözesanbischof Michael Tierney (1839–1908) um Errichtung einer zweiten slowakischen „Nationalkirche“ im Stadtgebiet von Bridgeport, das bis 1953 zum Diözesanterritorium des Bistums Hartford gehörte. Zur Finanzierung dieses Missionsprojekts gründeten Mitglieder der St. John Nepomucene Slovak National Church in Bridgeport einen gemeinnützigen Verein, die Cyril and Methodius Society, dessen Name auf die im 9. Jahrhundert vom byzantinischen Kaiser Michael III. ausgesandten Missionare Kyrill und Method Bezug nimmt. 
Die weitere Gründungsgeschichte von St. Cyril and Methodius spiegelt zum Teil den Nationalitätenkonflikt zwischen slowakischen Laien und zur Magyarisierung neigenden Kleriker wider, der auch in die Annalen der slowakischen Nationalkirchen von Cleveland und Chicago Eingang gefunden hatte. Bischof Tierneys Vorschlag, die neue Kirche im gegenüberliegenden Stadtgebiet zu errichten, lehnten die Antragsteller mit dem Hinweis ab, dass dadurch das ethnische Gefüge der Slowaken in Bridgeport zerrissen würde. Weil die Neugründung jedoch ohne Wissen des „Missionspfarrers“ von St. John Nepomucene, Joseph Kossalko, der 1884 von Bischof Zigmund Bubics (1821–1907) aus Košice für die Seelsorge slowakischer Katholiken in die USA entsandt worden war, beantragt wurde, hatte das topographische Vorhaben von Bischof Tierney auch die Konsolidierung des dadurch aufkeimenden Konflikts zum Ziel, der jedoch nach 1916 wieder aufflammte.
Ab 1905 finanzierte die Cyril and Methodius Society, die St. Joseph's Society, eine 1888 in Bridgeport gegründete slowakische Wohltätigkeitsorganisation, mit Unterstützung der St. Stephen's Society sowie der National Slovak Society die Errichtung der neuromanischen St. Cyril and Methodius Church als zweite slowakische Nationalkirche in Bridgeport. Der New Yorker Architekt Joseph A. Jackson (1861–1940) wählte dafür den Kunststil der Neuromanik.
1955 ehrte die Stadt Bridgeport die sozialen Verdienste des Pfarrers von St. Cyril and Methodius Stephen Panik, indem sie eine an die Kirche angrenzende Siedlung in Father Panik Village umbenannte.
Seit Oktober 2017 ist die Pfarrseelsorge der Obhut der Kanoniker des Instituts Christus König und Hohepriester anvertraut. Heute steht St. Cyril and Methodius Church im Mittelpunkt einer Renaissance traditioneller katholischer Liturgie, wie der Messfeier in der außerordentlichen Form des Römischen Ritus und der Feier von Andachten.

## Einrichtung
Die im neuromanischen Stil gestaltete Kirche wird von zwei Reihen tragender Steinsäulen in drei Schiffe unterteilt und durch den Chorraum, den Hochaltar und zwei Seitenaltäre gen Osten abgeschlossen. Die Bleiglasfenster stammen aus einer deutschen Werkstätte. Drei großflächige Gemälde im Altarbereich sind originalgetreue Kopien aus der Kapelle der Slawenapostel Kyrill und Method in der Basilica minor San Clemente in Rom.